# Episodi di One Piece (serie televisiva)
La prima stagione della serie televisiva One Piece, composta da otto episodi, è stata pubblicata sul servizio di streaming on demand Netflix, in tutti i paesi in cui è disponibile, il 31 agosto 2023.
Il cast principale di questa stagione è composto da Iñaki Godoy, Emily Rudd, Mackenyu, Jacob Romero Gibson, Taz Skylar, Vincent Regan, Jeff Ward e Morgan Davies.
| nº | Titolo originale                 | Titolo italiano                            | Pubblicazione  |
| -- | -------------------------------- | ------------------------------------------ | -------------- |
| 1  | Romance Dawn                     | L'alba di una grande avventura             | 31 agosto 2023 |
| 2  | The Man in the Straw Hat         | Il ragazzo dal cappello di paglia          | 31 agosto 2023 |
| 3  | Tell No Tales                    | Non raccontare storie                      | 31 agosto 2023 |
| 4  | The Pirates Are Coming           | Arrivano i pirati                          | 31 agosto 2023 |
| 5  | Eat at Baratie!                  | Si mangia al Baratie!                      | 31 agosto 2023 |
| 6  | The Chef and the Chore Boy       | Lo chef e lo sguattero                     | 31 agosto 2023 |
| 7  | The Girl with the Sawfish Tattoo | La ragazza con il tatuaggio del pesce sega | 31 agosto 2023 |
| 8  | Worst in the East                | Il più cattivo del Mare Orientale          | 31 agosto 2023 |

## L'alba di una grande avventura
- Titolo originale: Romance Dawn
- Diretto da: Marc Jobst
- Scritto da: Matt Owens e Steven Maeda (sceneggiatura)

### Trama
Gol D. Roger, famoso capitano noto a tutti con l'appellativo di "Re dei Pirati", è stato catturato dalla Marina e sta per essere giustiziato; pochi attimi prima della sua morte, l'uomo sprona tutti a partire alla ricerca del suo leggendario tesoro, il cosiddetto One Piece, per conquistare quindi il titolo di prossimo Re dei Pirati. Ventidue anni dopo, Monkey D. Luffy, giovane molto affezionato al suo cappello di paglia e che aspira a diventare un grande capitano pirata con una sua ciurma fedele, è tra i tanti che cercano il famoso tesoro e parte quindi in mare per realizzare il suo sogno. Sfortunatamente, la sua barchetta si sfalda quasi subito e, per non annegare, si rifugia in un barile, che viene poi ripescato dalla nave pirata della crudele Alvida. Qui Luffy fa la conoscenza di Kobi, mozzo prigioniero della piratessa, e gli racconta del suo idolo, Shank il Rosso, capitano pirata di buon cuore che faceva spesso tappa nel villaggio in cui Luffy viveva da bambino. Sfruttando i poteri ereditati dopo aver mangiato accidentalmente un frutto del diavolo, che ha reso il suo corpo fatto di gomma ed estremamente elastico, Luffy sconfigge Alvida e i due ragazzi fuggono con una scialuppa, dirigendosi verso una vicina base dei Marine. Obbiettivo di Luffy è rubare una mappa per la Rotta Maggiore, una pericolosa rotta marittima dove pare si trovi il One Piece. Addentratosi nella base, Luffy si imbatte in Roronoa Zoro, famoso cacciatore di pirati che è stato arrestato e legato ad una croce dopo essersi scontrato con Hermeppo, figlio del capitano della base Morgan mano d'ascia, e decide di liberarlo. Poco più tardi si scontra invece con Nami, una ladra con il suo stesso obbiettivo; insieme, i due trovano la cassaforte con dentro la mappa, ma vengono costretti alla fuga portandosela dietro. In seguito ad un iniziale scontro con i marine, Luffy, Nami e Zoro non hanno altra scelta che fuggire insieme su una piccola nave; invece Kobi, dopo aver salutato l'amico, resta alla base marina per seguire il suo sogno e arruolarsi.
- Altri interpreti: Aidan Scott (Hermeppo), Peter Gadiot (Shanks il Rosso), Michael Dorman (Gold Roger), Ilia Isorelýs Paulino (Alvida), Colton Osorio (Rufy da bambino), Langley Kirkwood (Morgan mano d'ascia), Tamer Burjaq (Higuma), Kathleen Stephens (Makino), Armand Aucamp (Bogard), Kamdynn Gary (Rika), Ben Kgosimore (Mr. 7), Sven Ruygrok (Kabaji), Stevel Marc (Yasop), Ntlanhla Morgan Kutu (Lucky Roux), Laudo Liebenberg (Benn Beckmann), Nicole Fortuin (Ririka), Paul Snodgrass (capitano Wier), Dale Lourens (aspirante guardiamarina X), Richard Wright-Firth (Ukkari), Claire Glover (Sada), Sizo Mahlangu (Funan Bros 1), Greg Parvess (Funan Bros 2), Rendani Mufamadi (Heppoko), Theo Le Ray (giovane Mihawk), Matt Herrington (giovane Shanks), Matthew Leck (giovane Smoker), Ian McShane (voce del narratore).

## Il ragazzo dal cappello di paglia
- Titolo originale: The Man in the Straw Hat
- Diretto da: Marc Jobst
- Scritto da: Ian Stokes

### Trama
Rufy, Zoro e Nami vengono catturati da Bagy il clown, un pirata che ha imprigionato gli abitanti di Orange nel suo circo personale. Rufy inghiotte la mappa prima della cattura e viene a sapere dei legami di Bagy con il suo idolo d'infanzia, Shanks, da cui Rufy ricevette il suo cappello di paglia con la promessa di diventare il Re dei pirati. Bagy tenta di affogare Rufy in un serbatoio pieno di acqua di mare, ma Zoro e Nami riescono a scappare e salvare Rufy, ispirati dal suo ottimismo. Bagy, il cui potere del frutto Puzzle Puzzle gli permette di scomporre il suo corpo, viene sconfitto da Rufy che rinchiude le parti del suo corpo in delle scatole e lo lancia via, liberando la città. Nel frattempo, Kobi incontra Monkey D. Garp, che intuisce che era un pirata prima di unirsi alla Marina. Garp permette a Kobi di rimanere grazie alla sua onestà e punisce Morgan per aver mentito sull'attacco alla base. Durante il viaggio in mare, Nami contatta qualcuno avvisandolo che la mappa è in suo possesso. Durante l'episodio, vari flashback sono mostrati dell'infanzia di Rufy come la sua permanenza sulla nave di Shanks e la sua ciurma di pirati, il giorno in cui mangiò il frutto del diavolo Gom Gom e quella volta in cui Shanks lo salvò da una creatura marina usando un misterioso potere, in cambio del suo braccio sinistro.
- Altri interpreti: Aidan Scott (Hermeppo), Peter Gadiot (Shanks il Rosso), Colton Osorio (Rufy da bambino), Langley Kirkwood (Morgan mano d'ascia), Tamer Burjaq (Higuma), Kathleen Stephens (Makino), Armand Aucamp (Bogard), Sven Ruygrok (Kabaji), Lindsay Reardon (sindaco Barboncino), Stevel Marc (Yasop), Ntlanhla Morgan Kutu (Lucky Roux), Laudo Liebenberg (Benn Beckmann), Richard Wright-Firth (Ukkari).

## Non raccontare storie
- Titolo originale: Tell No Tales
- Diretto da: Emma Sullivan
- Scritto da: Matt Owens e Damani Johnson

### Trama
Avendo bisogno di una nuova nave, i membri dell'appena formata ciurma di Cappello di Paglia si ferma nel villaggio di Shirop, nell'arcipelago Gekko, per vedere se possono acquistare una nave più grande. Un ragazzo chiassoso di nome Usop, che ha l'abitudine di annunciare giornalmente che i pirati stanno arrivando, lavora al cantiere navale e viene a conoscenza del desiderio di Rufy e della sua ciurma di una nave. Conoscendo la proprietaria del cantiere, una ragazza ricca ma malata di nome Kaya, li porta a trovarla per vendergli una nave. Nonostante il carattere scaltro di Usop, lui e Kaya sono buoni amici, anche se Zoro sospetta del maggiordomo di Kaya, Krahador. Altrove, Garp prende in simpatia Kobi e lo fa sfida contro se stesso per testare la sua fedeltà alla Marina. Successivamente ricevono notizie su dove si trovi Rufy e Garp chiede che Kobi guidi la spedizione. Allo stesso tempo, Bagy viene catturato e minacciato dal pirata uomo pesce Arlong, convincendolo invece a perseguire Rufy. Quest'ultimo e Usop legano molto dato che entrambi conoscono il padre di Usop, Yasopp, mentre Nami si incontra con Kaya e parlano amichevolmente. Krahador si rivela essere Kuro, uno dei pirati Kuroneko e uccide l'avvocato di Kaya, Merry. Quando si confronta con Usop e Zoro, quest'ultimo viene sconfitto mentre Usop scappa per chiedere aiuto. Nessuno crede alle sue grida tranne Kobi che è arrivato con i membri della Marina.
- Altri interpreti: Aidan Scott (Hermeppo), McKinley Belcher III (Arlong), Celeste Loots (Kaya), Alexander Maniatis (Klahadore/Kuro), Bianca Oosthuizen (Sham), Albert Pretorius (Buchi), Jandré Le Roux (Kuroobi), Armand Aucamp (Bogard), Brett Williams (Merry), Chanté Grainger (Banchina), Nicky Rebelo (Mornin), Kevin Saula (Usop bambino).

## Arrivano i pirati
- Titolo originale: The Pirates Are Coming
- Diretto da: Emma Sullivan
- Scritto da: Tiffany Greshler e Tom Hyndman

### Trama
Dopo essere stato gettato giù da un pozzo dai subordinati di Kuro, Sham e Buchi, Zoro ripensa alla sua infanzia e alla morte della sua amica Kuina, che lo aveva ispirato ad essere uno spadaccino. Usop porta Kobi e i membri della Marina nella villa di Kaya per chiedere aiuto, ma Kuro riesce a dissuaderli mostrandogli Rufy, incosciente, che aveva mangiato la minestra avvelenata destinata a Kaya. Usop e Nami si precipitano in aiuto di Kaya che non riesce a credere che Merry sia morto e che Krahador sia davvero Kuro, ma si ricrede una volta che Kuro cerca di ucciderla per poter ereditare il suo cantiere navale. Zoro salva Rufy dalla Marina e i due tornano a casa: Zoro combatte contro Sham e Buchi, mentre Rufy contro Kuro. La ciurma di Capello di Paglia vince lo scontro, Kuro fugge dall'isola e Kaya li ringrazia regalandogli una nave appena costruita che Rufy chiama Going Merry. Usop è invitato ad unirsi all'equipaggio ed esterna i suoi sentimenti a Kaya che desidera però studiare per diventare un medico. Nonostante Kobi non sia riuscito a catturare Rufy, Garp gli dice che è comunque riuscito a trovarli. Mentre la ciurma continua l'avventura, Garp inizia ad attaccare la loro nave e Rufy rivela che Garp è suo nonno. 
- Altri interpreti: Aidan Scott (Hermeppo), Celeste Loots (Kaya), Alexander Maniatis (Krahador/Kuro), Bianca Oosthuizen (Sham), Albert Pretorius (Buchi), Maximillian Lee Piazza (Zoro bambino), Audrey Cymone (Shimotsuki Kuina), Armand Aucamp (Bogard), Brett Williams (Merry), Nathan Castle (Shimotsuki Koshiro).

## Si mangia al Baratie!
- Titolo originale: Eat at Baratie!
- Diretto da: Tim Southam
- Scritto da: Laura Jacqmin

### Trama
Rufy riesce a trattenere la Marina facendo rimbalzare una delle loro palle di cannone contro il loro albero, cosicché la nave fugga attraverso la nebbia. Mentre l'equipaggio chiede spiegazioni sul legame tra Garp e Rufy, finiscono in un ristorante galleggiante chiamato Baratie e incontrano lo chef e cameriere Sanji che ha un forte amore per la cucina. Quando Rufy dice di non poter saldare il conto e promette di saldare la cifra quando sarà diventato il Re dei Pirati, il proprietario Zef sentendosi preso in giro lo mette a lavorare come lavapiatti per pagare i suoi pasti. Garp assume lo spadaccino Drakul Mihawk per portargli Rufy vivo. Kobi ascolta la conversazione e Hermeppo lo informa dell'esistenza della Flotta dei Sette che ha legami nascosti con il governo quando hanno bisogno di sporcarsi le mani. Rufy difende Sanji quando Zef si rifiuta di farlo cucinare. Mihawk arriva per catturare Rufy, ma Zoro lo sfida a un duello di spada per dimostrare che è migliore. Nami considera di scappare, ma cambia idea per sostenere il suo amico. Zoro rimane ferito gravemente da Mihawk, che rimasto colpito dal suo coraggio decide di non ucciderlo e cambia idea sul rapimento di Rufy vedendo la sua determinazione. Zoro cade incosciente dopo il combattimento.
- Altri interpreti: Aidan Scott (Hermeppo), Craig Fairbrass (Zef), Steven John Ward (Drakul Mihawk), Colton Osorio (Rufy bambino), Armand Aucamp (Bogard), Milton Schorr (Creek), Brashaad Mayweather (Paty), Litha Bam (Gin), Royston Stoffels (maître del Baratie), Matt von Zweigbergk (barista del Baratie), Graham Hopkins (mercante), Jean Henry (Fullbody), Nkululeko Chunky Phiri (Gally).

## Lo chef e lo sguattero
- Titolo originale: The Chef and the Chore Boy
- Diretto da: Tim Southam
- Scritto da: Steven Maeda e Diego Gutiérrez

### Trama
Rufy chiede a Zef di curare le ferite di Zoro, Zef accetta spronato da Sanji, ma non è sicuro che Zoro sopravviva. Nami cerca di parlargli nel tentativo di tenerlo in vita e ammette che cerca spesso di allontanare gli amici. Sanji racconta a Rufy e Usop la sua storia con Zef (con cui da bambino è rimasto naufrago su un'isola rocciosa e deserta) e il suo sogno di trovare l'All Blue, una zona dell'oceano dove esiste qualunque specie di pesce. Kobi viene a conoscenza del legame di parentela tra Garp e Rufy tramite Mihawk e mentre convince Garp che Rufy non cambierà mai, decide di guidare da solo la Marina nella cattura. Arlong appare improvvisamente al Baratie con i suoi compagni Pciù e Kuroobi alla ricerca di Rufy, dopo aver preso in ostaggio la testa di Bagy per trovarlo (la quale ha nascosto l'orecchio nel cappello di Rufy). Sanji si reca al Baratie per aiutare e Rufy lo segue. Rufy viene colpito duramente e Nami rivela di essere un membro dell'equipaggio di Arlong e gli consegna la mappa della Rotta Maggiore e se ne va. Rufy crede di aver fallito come capitano fino a quando Zoro non riprende conoscenza, convincendoli a perseguire Nami. Zef convince Sanji ad andarsene e lui si unisce ufficialmente alla ciurma di Cappello di Paglia. Mentre Zoro e Usop si chiedono come trovare Arlong, Rufy rivela di aver rubato la testa di Bagy. 
- Altri interpreti: Aidan Scott (Hermeppo), McKinley Belcher III (Arlong), Craig Fairbrass (Zef), Steven John Ward (Drakul Mihawk), Christian Convery (Sanji bambino), Jandré Le Roux (Kuroobi), Len-Barry Simons (Pciù), Armand Aucamp (Bogard), Brashaad Mayweather (Patty), Royston Stoffels (maître del Baratie), Andrew Roux (Meshi), David Muller (Motzel).

## La ragazza con il tatuaggio del pesce sega
- Titolo originale: The Girl with the Sawfish Tattoo
- Diretto da: Josef Wladyka
- Scritto da: Tiffany Greshler, Ian Stokes, Allison Weintraub e Lindsay Gelfand

### Trama
Rufy e il suo equipaggio arrivano nell'arcipelago Konomi e scoprono che il Villaggio di Coco è sotto il costante dominio di Arlong e dei suoi pirati. Trovano Nojiko, la sorella adottiva di Nami, che racconta che lei e nami erano due orfane che furono adottate da Bellmer una marine che le prese con sé crescendole come proprie figlie cercando di insegnare a entrambe il valore dell'onestà. Nojiko rivela ai ragazzi che le due hanno perso la loro madre adottiva per mano di Arlong. Infatti anni prima Arlong invase Coco e da quel giorno costrinse i cittadini a pagare una pesante somma per ogni membro della famiglia ogni mese altrimenti sarebbero stati uccisi a causa di questo la madre adottiva di Nami e Nojiko non potette pagare la somma per tutte e tre e così si sacrificò per garantire la vita delle sue figlie venendo uccisa da Arlong pochi istanti dopo. Nel frattempo, Garp arriva al Baratie e chiede risposte da Zef su dove si trovi Rufy e ammette che non vuole che suo nipote venga giustiziato come Gold Roger. Kobi confessa a Hermeppo il legame di Garp con Rufy, mentre un barista li informa su dove si trova Rufy. Si scopre che Arlong sta pagando il capitano della Marina, Nezumi, per tacere sulle loro azioni e dichiara che vuole uccidere tutti gli umani. Nami rivela di aver accumulato 100 milioni di berry per poter pagare Arlong e salvare il Villaggio di Coco. Tuttavia, Arlong ordina a Nezumi di confiscare il denaro, con grande orrore di Nami. Infuriata, Nami chiede aiuto a Rufy, e lui promette che la aiuterà. Rufy, Zoro, Usop e Sanji notano che Arlong sta attaccando il villaggio di Coco.
- Altri interpreti: Aidan Scott (Hermeppo), McKinley Belcher III (Arlong), Craig Fairbrass (Zef), Chioma Umeala (Nojiko), Genna Galloway (Bellemer), Lily Fisher (Nami bambina), Kylie Ashfield (Nojiko bambina), Grant Ross (Genzo), Jandré Le Roux (Kuroobi), Len-Barry Simons (Pciù), Armand Aucamp (Bogard), Rory Acton-Burnell (Nezumi), Royston Stoffels (maître del Baratie), Matt von Zweigbergk (barista del Baratie), Jarid Norman (Hacchan).

## Il più cattivo del Mare Orientale
- Titolo originale: Worst in the East
- Diretto da: Josef Wladyka
- Scritto da: Matt Owens e Steven Maeda

### Trama
Gli abitanti del Villaggio di Coco decidono di unirsi contro Arlong e i suoi pirati uomini pesce ad Arlong Park. La battaglia infuria e la ciurma di Cappello di Paglia sconfigge con successo diversi uomini pesce mentre Rufy affronta Arlong nella sua torre. Quando lo scontro sembra vacillare, Rufy si rende conto che la torre contiene gran parte del lavoro di Nami, che è vitale per Arlong, così fa cadere la torre sull'uomo pesce, sconfiggendolo. La ciurma celebra la loro vittoria proprio mentre Garp e i suoi militari arrivano. Garp dichiara di voler portare via la ciurma di Rufy, ma quest'ultimo si rifiuta di arrendersi. Quando Garp ordina di arrestare i ragazzi Kobi che sa che Rufy e i suoi amici non sono dei criminali si rifiuta di obbedire e con sua grande sorpresa pure Hermeppo che dopo aver stretto amicizia con Kobi ha riconosciuto che Rufy è diverso dagli altri pirati rifiuta pure lui di obbedire. Vedendo ciò Garp decide di risolvere la faccenda lui stesso e sfida il nipote a battersi con lui per conquistarsi la libertà sfida che il ragazzo accetta senza esitazioni. Garp e Rufy combattono e il primo ha la meglio. Nonostante ciò, Rufy rifiuta di rinunciare al suo sogno, così Garp finalmente cede, ordinando alla Marina di dare la caccia al resto dell'equipaggio di Arlong. Quando Nezumi continua ad ordinare di arrestare la ciurma di Rufy definendoli dei criminali Nami stufatasi del corrotto uomo lo mette fuori combattimento con grande piacere di Garp stesso che ordina ai presenti di andarsene. Alcuni giorni dopo Kobi porta a Rufy un rotolo che si rivela essere un poster da ricercato con una taglia di 30 milioni di berry, ciò che il ragazzo ha sempre voluto. Rufy e Kobi si dicono finalmente addio e più tardi, Garp informa Kobi e Hermeppo che li addestrerà personalmente per farli diventare dei militari migliori. Poiché il poster di Rufy è visto da molte delle loro passate conoscenze, Rufy, Zoro, Nami, Usop e Sanji progettano il loro futuro uniti come pirati di Cappello di Paglia. Altrove, un capitano della Marina, Smoker, vede il poster ricercato di Rufy e lo brucia con il suo sigaro.
- Altri interpreti: Aidan Scott (Hermeppo), McKinley Belcher III (Arlong), Peter Gadiot (Shanks il Rosso), Steven John Ward (Drakul Mihawk), Ilia Isorelýs Paulino (Alvida), Craig Fairbrass (Zef), Chioma Umeala (Nojiko), Grant Ross (Genzo), Jandré Le Roux (Kuroobi), Len-Barry Simons (Pciù), Armand Aucamp (Bogard), Lily Fisher (Nami bambina), Kathleen Stephens (Makino), Celeste Loots (Kaya), Rory Acton-Burnell (Nezumi), Stevel Marc (Yasop), Ntlanhla Morgan Kutu (Lucky Roux), Laudo Liebenberg (Benn Beckmann).